# Plateau du Cap-Breton
Le plateau du Cap-Breton domine le nord de l'île du Cap-Breton, en Nouvelle-Écosse (Canada). 70 % de sa superficie est comprise dans le parc national des Hautes-Terres-du-Cap-Breton. Ce plateau fait partie des Appalaches et son altitude moyenne est de 350 mètres bien que certains sommets font plus de 500 mètres de haut. La colline White, le plus haut sommet de la province, est d'ailleurs située dans le parc. Une des deux sources de la rivière Margaree se situe sur le plateau.

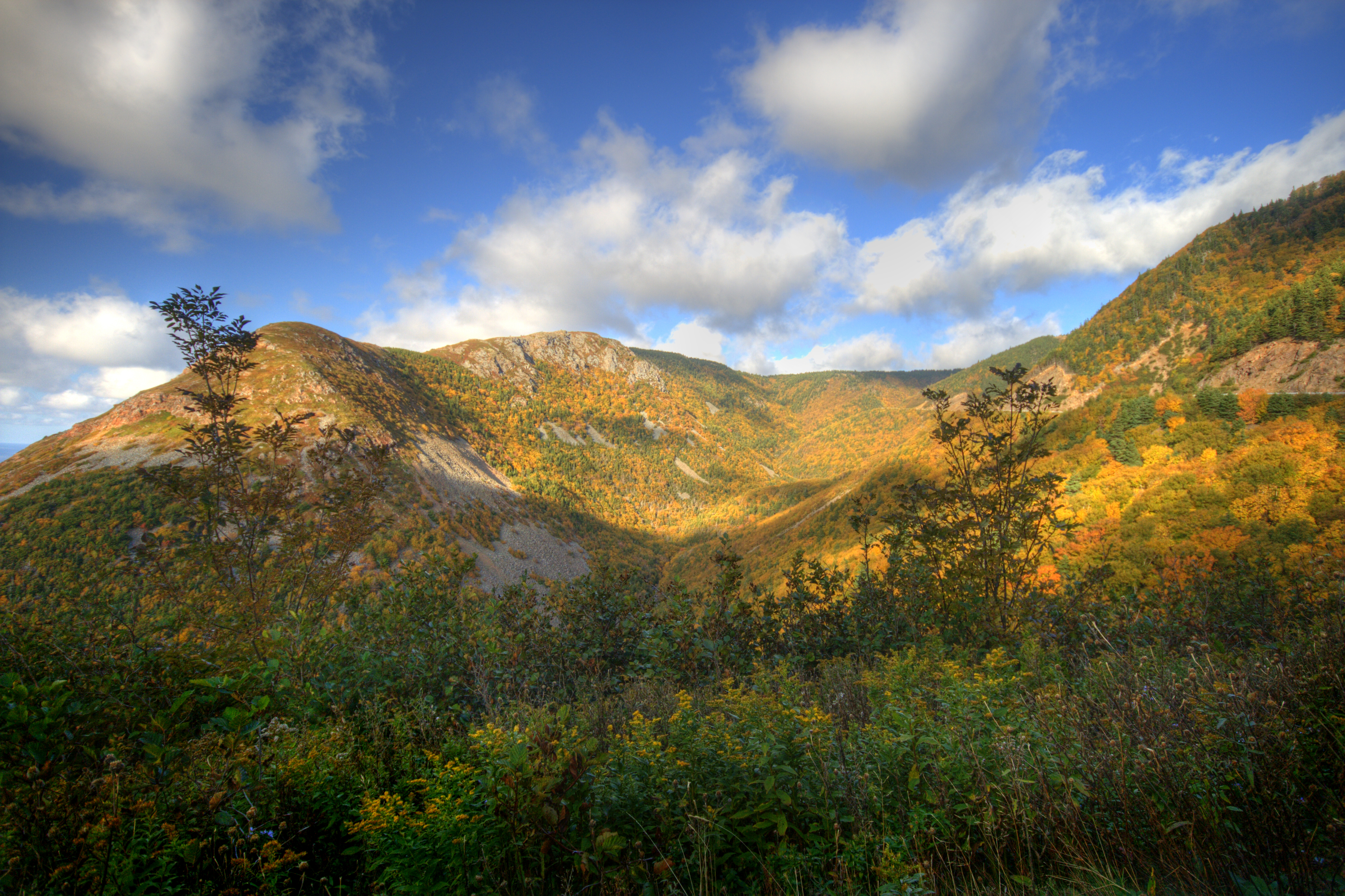
Les pentes du plateau.